# تاريخ الإمارات العربية المتحدة
تعتبر دولة الإمارات العربية المتحدة المعاصرة جزءاً من الإقليم الذي عرف تاريخياً باسم «عمان»، كما عرفت باسم «مجان» وذكره كثير من المؤرخين والكتاب العرب وغيرهم، والذي يشمل حالياً سلطنة عمان ودولة الإمارات العربية المتحدة. من هذا المنطلق فإن تاريخ الدولة المعاصرة يدخل في إطار التاريخ العماني والعربي الشامل. وقبل ميلاد دولة الإمارات العربية المتحدة كانت المنطقة تسمى مشيخات الساحل العماني، ثم أطلق عليها الاستعمار ساحل القرصان، ثم تغير هذا الاسم ليصبح مشيخات الساحل المهادن. ويقسم تاريخ الإمارات إلى ست مراحل رئيسية عبر العصور المتلاحقة، ولا ينفصل تاريخها عن تاريخ المنطقة حولها في مراحل عديدة منه. وكان تاريخها مليئا بالأحداث والتطورات، تراوحت ما بين الحرب والسلام. ففي السلم كان لأساطيل سكان المنطقة وخبرتهم البحرية دور كبير في إنعاش التجارة بين الدول المطلة على المحيط الهندي من آسيا وأفريقيا وبين أوروبا عبر طرق التجارة المعهودة. ولكن يبدو أن هذا كان أيضا من مسببات الحروب في المنطقة.

## ما قبل التاريخ
لأرض الإمارات العربية المتحدة تاريخ قديم. وهي غنية بالآثار والدلائل التي تدل على الأهمية الاستراتيجية للحضارات المختلفة وتأثيرها على منطقة غرب آسيا. ويوجد في الإمارات أكثر من 330 مبنى وموقع أثري وتراثي، يعود البعض منها إلى العصر الحجري، وتتكون أكثرها من مستوطنات ومدافن خاصة في المنطقة الساحلية.
عُثر على آثار في عدة مناطق في أبوظبي، كما تم العثور في منطقة محمية من جزيرة مروح الغربية على آثار لحضارة تعود إلى حوالي 7,000 سنة ق.م. أي قبل قيام الحضارة الفرعونية في مصر بألفي عام على حد تعبير «جريدة الشرق الأوسط». كما وجدت آثار بجزيرة دلما تعود إلى هذا العصر يُقال إنها كانت أقدم مستوطنة دائمة في المنطقة.

### العصر البرونزي
ظهرت في العصر البرونزي عدة حضارات بالمنطقة التي عرفت تاريخيا بإقليم عمان، الذي يشمل حالياً سلطنة عمان ودولة الإمارات العربية المتحدة، وتحديدا خلال الفترة الممتدة بين سنة 3200 ق.م و 1300 ق.م. القليل يُعرف عن هذه الحضارات، ولكن من الممكن تقسيم العصر البرونزي في المنطقة إلى ثلاث فترات:
الأولى هي فترة حفيت وتقع بين سنة 3200 ق.م وسنة 2700 ق.م، وقد تم العثور على أدوات حجرية متعددة ورؤوس سيوف حادة ورقائق وصفائح معدنية وأنصُل ومدي إضافة إلى مدافن جماعية على شكل مقابر فوق الأرض مشيدة من حجارة غير مصقولة في جبل حفيت وجبل أملح وكلها تعود إلى هذه الفترة.
الفترة الثانية من العصر البرونزي، هي فترة أم النار وتقع ما بين عام 2700 ق.م وسنة 2000 ق.م. وقد تم اكتشاف آثار في جزيرة أم النار تشير إلى حضارة عريقة كانت مزدهرة على هذه الأرض تعرف بحضارة أم النار. وكانت على ما يبدو على اتصال مع الحضارات والبلاد المجاورة، ومن بينها بلاد مابين النهرين (العراق حالياً) وحضارة وادي السند (باكستان وشمال الهند حالياً) حيث اكتشفت أواني فخارية ملونة كانت قد استوردت من هناك إلى المنطقة وهي تعود إلى ذلك الزمان. كما تم اكتشاف نماذج من قلاع في موقع هيلي والبدية وتل أبرق وكلبا وأم القيوين تعود إلى الفترة الممتدة بين سنة 2500 ق.م إلى 2000 ق.م أي للفترة نفسها.
أما الفترة الثالثة والأخيرة من العصر البرونزي فهي فترة وادي سوق والتي امتدت من سنة 2000 ق.م إلى سنة 1300 ق.م. ويُقال إن الحضارة التي ازدهرت في هذه الحقبة انبثقت من حضارة أم النار وتمت تسميتها بهذا الاسم نسبة لوادي سوق الواقع في سلطنة عمان ما بين صحار ومدينة العين. وتم العثور على مدفن بالقطارة في مدينة العين تعود إلى هذه الفترة الزمنية. أما منطقة شمل برأس الخيمة فقد تبين بأنها مركز مهم بهذه الحقبة الزمنية، إذ تم العثور على مقبرة وبقايا مستوطنة تعود لهذه الفترة. وقد كان وادي سوق يعتبر في الستينيات والسبعينيات حقبة مظلمة في تاريخ المنطقة، غير أن الأبحاث والتنقيبات أثبتت بأنها لم تكن كذلك.

### العصر الحديدي
وجدت آثار من العصر الحديدي منعل مسامير وسيوف طويلة ورؤوس سهام تعود إلى الفترة 300 قبل الميلاد كما اكتشفت قلعة مربعة الشكل تعود إلى سنة 200 ق. م. تحيط بها أربعة أبراج وحائط خارجي طوله 55 قدما. كما وجد داخلها قالب حجري لسك العملة المعدنية.

## التاريخ القديم
الفينيقيون: وتدل الآثار في هذه الفترات من التاريخ على أن الحضارة الفينيقية كانت إحدى الحضارات الرئيسية التي ظهرت لفترة في هذه المنطقة. ويبدو أن الفينيقيين كان لهم وجود على ساحل عمان وأجزاء من الخليج العربي ومنهم من كان في الفجيرة وخور فكان وصور العمانية. كما كانوا في البحرين وجزيرة تاروت السعودية حيث قيل أنها سميت هكذا تبعًا لإلهة الفينيقيين عشتاروت بمعنى (عش تاروت) أو بيت تاروت.

### الصراعات المجاورة

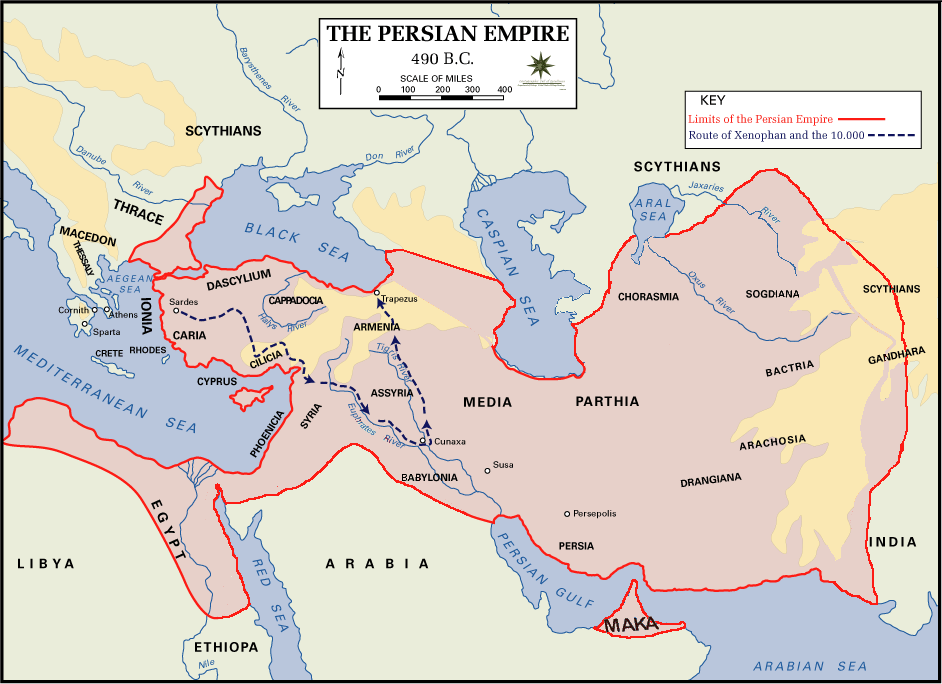
الإمبراطورية الأخمينية.

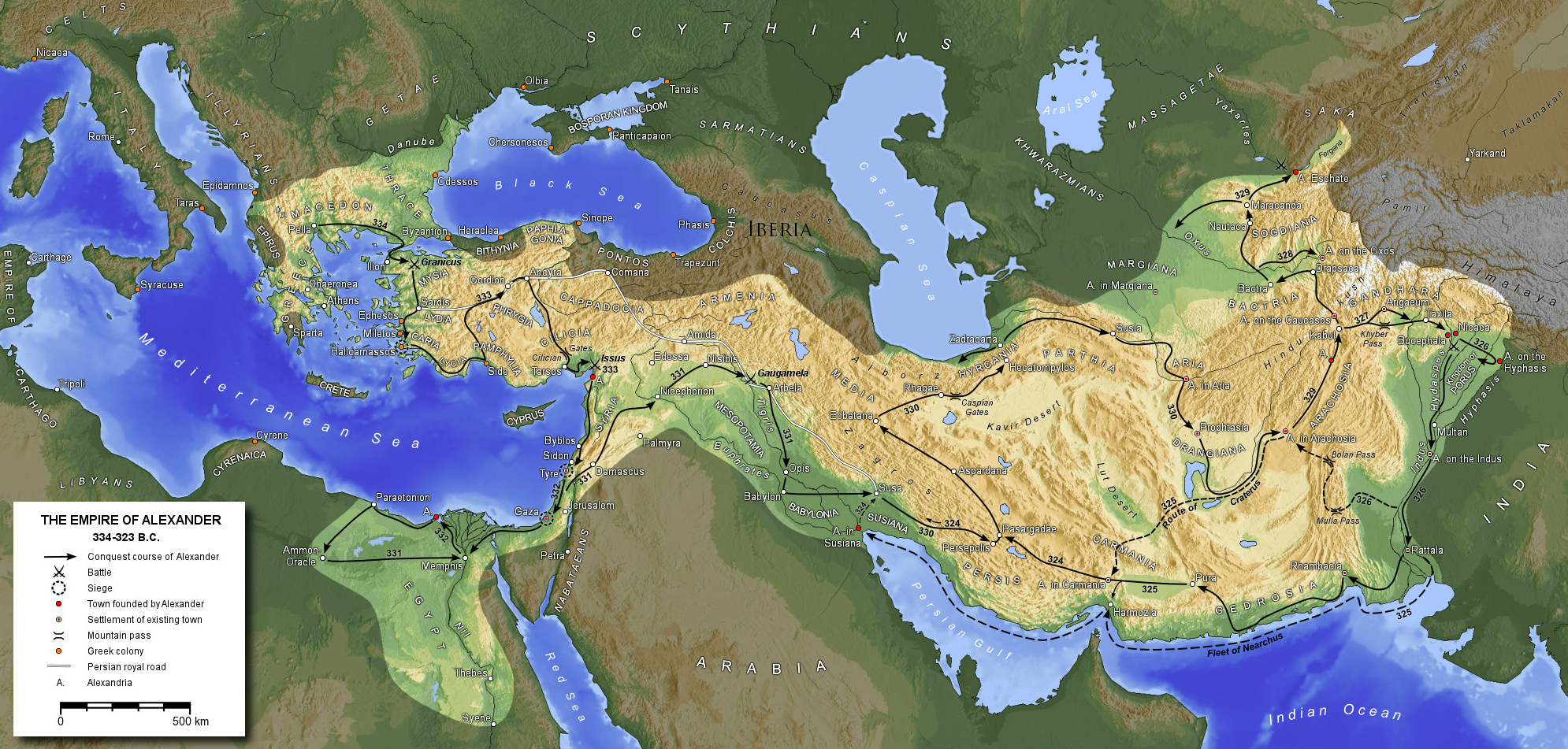
إمبراطورية الاسكندر الأكبر.

نشأت في بلاد فارس ونمت عدة إمبراطوريات ابتداءً من الإمبراطورية الأخمينية التي انتهت على يد الإسكندر الأكبر، بالقضاء على إمبراطورها داريوش الثالث. وكان الاسكندر يخطط بعد أن عاد من الهند أن يفتح مناطق شبه الجزيرة العربية، لكن المنون عالجه قبل تنفيذ أطماعه. يُستدل على مخططات الإسكندر من خلال رحلة نيخاروس لاستكشاف الخليج العربي وسواحله، وقد وردت في مؤلفات مؤرخي الاسكندر إشارات حول سائل أسود لزج يشعل المصابيح بنور قرمزي، دلالة على وجود النفط في هذه المنطقة. وتلت مرحلة الاسكندر مرحلة الإمبراطورية الساسانية التي نشأت في عهد أرتبانوس الرابع، وانتهت عندما حاول ملك الدولة الساسانية الأخير يزدجرد الثالث (632 -651) مكافحة الخلافة الإسلامية.

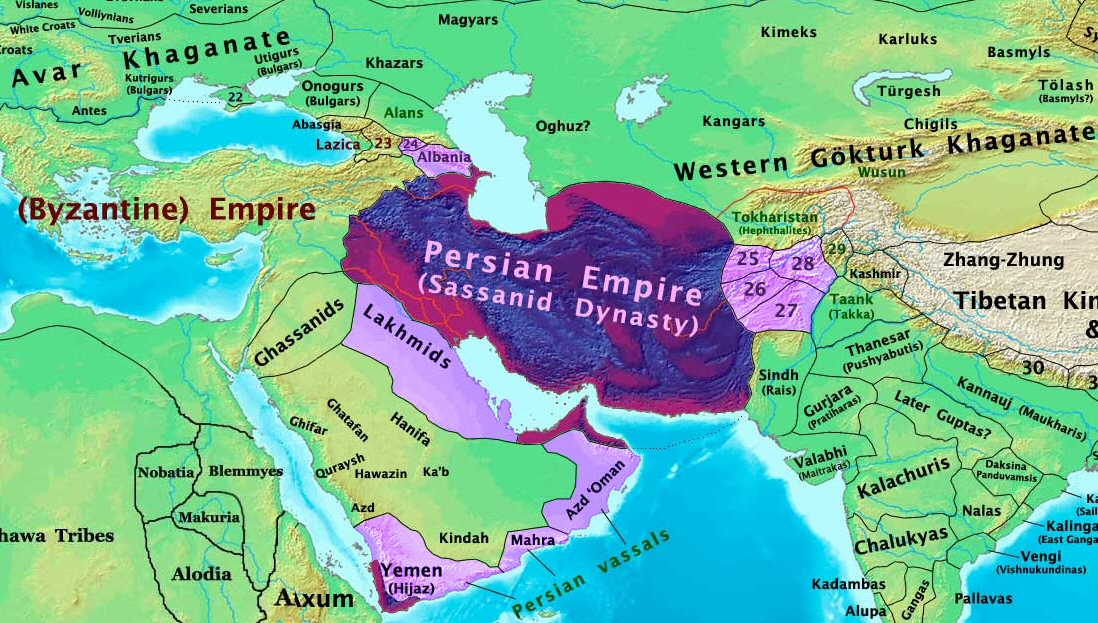
خارطة الإمبراطورية الساسانية عام 600 م.

لكن قبل ذلك، أرسل الإمبراطور الروماني تراجان قواته للقتال مع الفرس إذ بدأ صراع عنيف وطويل بين الفرس والروم استمر قرابة ثلاثة قرون إلى أن انتهت في عصر هرقل ملك الروم وكسرى ملك فارس على يد الفاتحين المسلمين القادمين لنشر الدعوة الإسلامية.
كان الفرس يُشكلون قوة عظمى في ذلك الحين، وقد سيطروا على الطرق البحرية والكثير من المنافذ البحرية إلا أنهم لم يبرعوا في الإبحار والتجارة البحرية، فنشأت علاقة تعاونية بين سكان المنطقة وهذه الإمبراطوريات، ابتدأت منذ عهد الإمبراطورية الأخمينية واستمرت عبر أيام الإمبراطورية الساسانية والتي ضعفت في نهايتها بسبب حربها الطويلة مع الروم فتراجعت سيطرتها على الساحل الغربي للخليج حتى انتشر الإسلام فيه.

## العهود الإسلامية الأولى

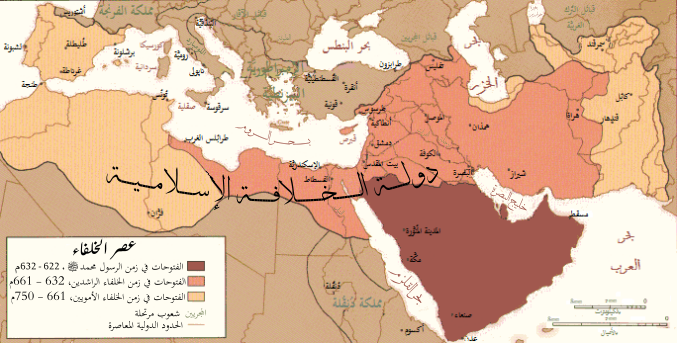
حدود الدولة الأموية.

مناطق نفوذ الدولة العثمانية.

بظهور الإسلام بدأت مرحلة جديدة في تاريخ المنطقة وتحديدا بعد فتح مكة ومع بداية الفتوحات الإسلامية في القرن السابع الميلادي، تمت دعوة البلاد المجاورة إلى الدخول في الإسلام. وكانت منطقة الخليج العربي من أوائل المناطق التي أرسل لها دعاة ليدخلوا سكانها في الدين الجديد، حيث كُلف عمرو بن العاص بالذهاب إلى عُمان وصُحار، وكُلف أبو العلاء الحضرميّ بالذهاب إلى البحرين. وقد أسلم أهل الخليج ولبوا الدعوة.
إلا أنه وبعد وفاة النبي محمد ارتد بعضهم عن الإسلام في منطقة عُمان وما جاورها. وفشل ملك عُمان في إخماد الفتنة فاضطر إلى الاستعانة بالخليفة أبي بكر الصديق؛ فأرسل له ثلاثة جيوش كبيرة كان أولها بقيادة عكرمة بن أبي جهل، والثاني بقيادة حذيفة بن محصن البارقي الأزدي، والثالث بقيادة عرفجة بن هرثمة البارقي. وقد وصلت هذه الجيوش إلى مدينة دبا في الإمارات العربية المتحدة، وكان لقيط بن مالك قائد المرتدين قد لجأ إليها فلحقوا به هناك ودارت الحرب فيها وانتصرت الجيوش الإسلامية وقُتل لقيط وعادت المنطقة إلى الإسلام، كما عادت اليمن والبحرين عن ردتهما.
عاشت منطقة الخليج في ظل الإسلام فترة من الاستقرار وأصبحت في عهد الدولة الأموية مركزاً عالميا للملاحة والتجارة البحرية كما ازدهرت فيها صناعة السفن. وفي نفس الإطار تم العثور على موقع أثري في حي جميرا  بمدينة دبي يمثل بقايا مدينة إسلامية من العصر الأموي كانت تتحكم بطرق التجارة آنذاك.
ومن أهم مرافق هذه المدينة الأثرية المطلة على الخليج العربي بيت للحاكم وسوق تجارية صغيرة ومرافق سكنية. من المدن الإسلامية المعروفة في ذلك العصر مدينة جلفار الواقعة على شاطئ الخليج شمال مدينة رأس الخيمة الحالية والتي تم العثور فيها على بيوت سكنية وأربعة مساجد بنيت فوق بعضها البعض عبر الزمن. وتعود إلى القرن الرابع الهجري، الموافق العاشر الميلادي.
في هذه المرحلة من التاريخ نشطت التجارة البحرية بين تجار عمان وحضرموت واليمن وساحل عمان وهي الأرض التي تقع عليها الإمارات العربية المتحدة اليوم، مع منطقة جنوب شرق آسيا وسواحل أفريقيا الغربية. استطاع هؤلاء التجار بحسن معاملتهم أن يوطدوا علاقاتهم مع سكان هذه البلاد وأن ينشروا الإسلام في كثير منها. وقد ساهم هذا النشاط التجاري في تنشيط طرق التجارة الدولية التقليدية التي تمر عبر شبه الجزيرة العربية والعراق وبلاد الشام ومصر. واستمر هذا خلال عهدي الدولة الأموية والعباسية، ولكن لم ينجح النفوذ العثماني بعد ذلك في الوصول إلى هذه المنطقة إلا بحرا دون أن يستطيع فرض أي سيطرة سياسية على أرضها. وأصبح هذا النشاط التجاري مطمعا أوروبيا خصوصا بعد انهيار الدولة الإسلامية في الأندلس وانطلاق الرحلات الاستكشافية لطرق جديدة للوصول إلى الهند دون المرور عبر الدول الإسلامية. ومن بين جميع المتنافسين، كان البرتغاليون أول من نجح في الوصول إلى هذه المنطقة.

## العصر الحديث

### مرحلة البرتغاليين

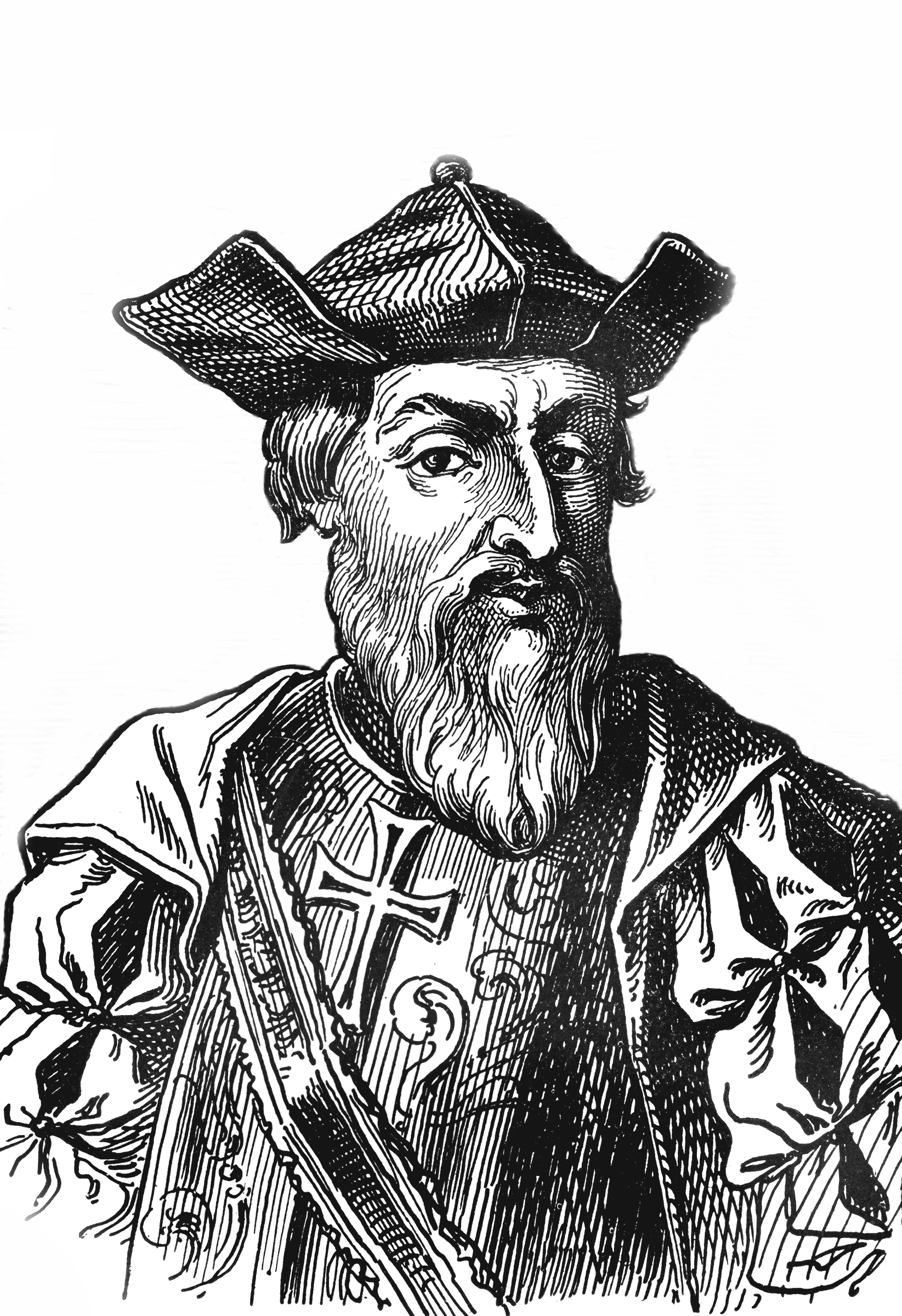
فاسكو دا غاما.

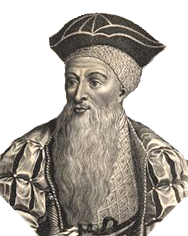
ألفونسو دي ألبوكيرك.

كان أول من وصل إلى الهند من أوروبا الرحالة فاسكو دا غاما بعد نجاح بارثولوميو دياز بالالتفاف حول رأس الرجاء الصالح سنة 1488. ومنها بدأ البرتغاليون الدخول إلى منطقة المحيط الهندي وبحر العرب وخليج عمان والخليج العربي وسيطروا على جميع الموانئ الواقعة على سواحل عمان والمنطقة بالكامل لأكثر من قرنين.
كان لقدوم البرتغاليين تأثير مزدوج الأثر؛ فمن ناحية فتحوا المجال أمام اتصال المنطقة بأوروبا ولكنهم فعلوا ذلك بعد حروب كان لها أثر مدمر على المنطقة. وعلى سبيل المثال فإن مدينتي جلفار وخور فكان على الساحل الشرقي لسلطنة عُمان، أصبحتا في أوائل القرن الثامن عشر مدينتين مهجورتين. وقد فقدت جلفار مكانتها، بعد أن كانت ميناء بحريا هاما وأخذت التقاليد التجارية العربية بالانقراض في المنطقة تدريجيا.
وقد سجل التاريخ لقائد البرتغاليين الأول دي غاما ومن بعده ألفونسو دي ألبوكيرك استيلاءهم على الساحل العماني بأكمله فقام باحتلال مسقط وجزيرة هرمز وتدمير مدينة خور فكان وإحراقها في حملته الأولى سنة 1506 وقد مثل بأهلها لبث الرعب وتحقيق السيطرة الكاملة على المنطقة. وبدأ ألفونسو في القرن الخامس عشر بإقامة العديد من القلاع على السواحل، إذ كان ضمن إستراتيجيته للسيطرة على مداخل المحيط الهندي بناء القلاع والحصون المشرفة على البحر، فقد بنى في مسقط على أنقاض قلاع قديمة قلعتي الجلالي والميراني وكذلك في جزيرة هرمز المطلة على مضيق هرمز وكذلك بنى قلاعا في البحرين وفيلكا وجلفار. وبقى البرتغاليون في المنطقة قرابة قرنين كاملين تمكنوا خلالهما وباسأليبهم الاستعمارية من تدمير كل أثر للتجارة العربية فيها.

### بين مرحلتين
توحد العمانيون بقيادة الإمام ناصر بن مرشد مؤسس دولة اليعاربة (1624-1741) التي شملت عمان التاريخية، أي سلطنة عُمان والإمارات العربية المتحدة، وأجزاء كبيرة من شرق أفريقيا، وكانت عاصمتها الرستاق. وشن اليعاربة حربا ضد البرتغاليين، ليس في عمان فحسب، وإنما أيضا في مناطق في الخليج العربي والسواحل الأفريقية. وتمكنوا من مواجهتهم بقوة وأخرجوهم من جميع أراضيهم وهو ما أضعف شوكتهم في جميع أرجاء المحيط الهندي. وساهم هذا في إخلاء الطريق للبريطانيين والهولنديين الذين تمكنوا من القضاء على الوجود البرتغالي والانفراد في السيطرة على المنطقة في معركة بحرية حاسمة سنة 1625 بالقرب من بندر عباس، لتبدأ مرحلة جديدة استمرت حتى قيام الاتحاد.

### الدولة السعودية الأولى
في عام 1218 هـ الموافق 1803، أرسل والي بغداد رسالة إلى الصدر الأعظم مفاده أن «قبائل بني ياس انضمت للسعوديين، وكذلك قبائل النعيم وبني قتب والقواسم» وأن هذه الحملة هدفها ضم عمان للنفوذ السعودي.

### الدولة السعودية الثانية
ذكرت المصادر العثمانية أنه في عام 1269 هـ الموافق 1853، تم التوقيع على اتفاقية البريمي بين الأمير عبد الله بن فيصل نائباً عن والده الأمير فيصل بن تركي والسيد هلال بن سعيد البوسعيدي نيابةً عن السيد ثويني بن سعيد البوسعيدي. وكان من الشهود على الاتفاقية الشيخ سعيد بن طحنون.
بعد القضاء على الدولة السعودية الثانية في عام 1891، انتقل الصراع بين الشيخ زايد بن خليفة آل نهيان وقائمام قطر الذي يعتبر ممثل للعثمانيين، وتزايد النفوذ البريطاني في منطقة شرق شبه الجزيرة العربية الذي أدى إلى توقيع اتفاقية حماية بين بريطانيا وكل من شيوخ الساحل والشيخ قاسم آل ثاني - حاكم قطر.

### بروز قوى جديدة
تسبب تحرير عمان من السيطرة البرتغالية وانحلال دولة اليعاربة في حدوث تنقلات جديدة بين القبائل، لا في عمان وحدها، بل في شرقي شبه الجزيرة العربية كلها، إذ ساد الأمان ساحل الخليج العربي بعد فترة طويلة من الصراع في العهد البرتغالي، وخلال فترة تقارب من 70 عامًا ما بين انتهاء الاستعمار البرتغالي وقدوم الاستعمار البريطاني. بدأت القبائل هجرتها إلى الساحل، وقد برزت على سواحل الخليج في منطقة ساحل عمان التي تعرف الآن بالإمارات العربية المتحدة قوتان سياسيتان جديدتان مستقلتان، هما:
- القوة البحرية: تتألف من حلف قبائل بني غافر (وهو أحد حلفي القبائل العمانية) يتزعمه القواسم وهم قبيلة عمانية عربية، وقد ورد في كتاب «نهضة الأعيان» للمؤرخ العماني محمد بن عبد الله السالمي أن القواسم قبيلة عمانية عدنانية عريقة، نزحت من سواد العراق ومن بلاد سر من رأى وديار بني صالح. بدأت زعامتهم على إثر انحلال دولة اليعاربة التي حكمت عمان بأكملها. وبدأت دولتهم في ما يسمى اليوم برأس الخيمة والشارقة، ثم انتشرت لتشمل شرق الخليج العربي بساحليه الشمالي (يتبع اليوم لإيران) والجنوبي، إضافة للجزر. وقد صارت للقواسم في القرن السابع عشر الميلادي أضخم قوة بحرية في المنطقة. وامتاز رجالها بالصلابة والشجاعة فأقلقوا بريطانيا في ذلك الوقت أكثر مما أقلقتها أية دولة في الخليج. ولم تكن أعمالهم أعمال قرصنة -كما يدعي الإنجليز - وإنما كانت حربهم حربا دفاعية لإجلاء الإنجليز عن السواحل العربية.[32][33][34]
- القوة البرية: وهي قوة بني ياس وحلفائهم من القبائل ضمن الحلف الهناوي (وهو الحلف الرئيس الثاني للقبائل العمانية). وبنو ياس هم قبيلة عربية عدنانية يرجع نسبها إلى ياس بن عامر بن صعصعة بن معاوية بن بكر بن هوازن[35] ولها وجود هام على ساحل الخليج العربي، تحالفت بعض القبائل معها وأطلق على هذا الحلف تحالف بني ياس فاختلط الأمر على البعض فظنوا أنها حلف سياسي عسكري ولا تمت هذه القبائل بصلة إلى بعضها البعض. كما يشير بعض خبراء النسب إلى أن أصولها قد تكون قحطانية. إلا أن حججهم ليست بقوة من ينسبهم إلى العدنانيين. وكانت زعامة هذا الحلف بيد قبيلتا آل بوفلاح التي ينحدر منها آل نهيان حكام إمارة أبوظبي، وآل بوفلاسة والتي ينحدر منها آل مكتوم حكام إمارة دبي.[35] أما القبائل المتحالفة فتشمل: آل بو مهير، المزاريع، الهوامل، المشاغين وهم فرع من آل بو مهير مستقل، السبايس وهم فرع من آل بو مهير مستقل، المحاربة، القبيسات، الرميثات، الحلالمة، المرر، آل بو حمير، وهم فرع من المناصير، القمزان، السودان، الريالات. امتد نفوذ بني ياس آنذاك على طول الساحل الإماراتي الحالي حتى خور العديد.[36][37]

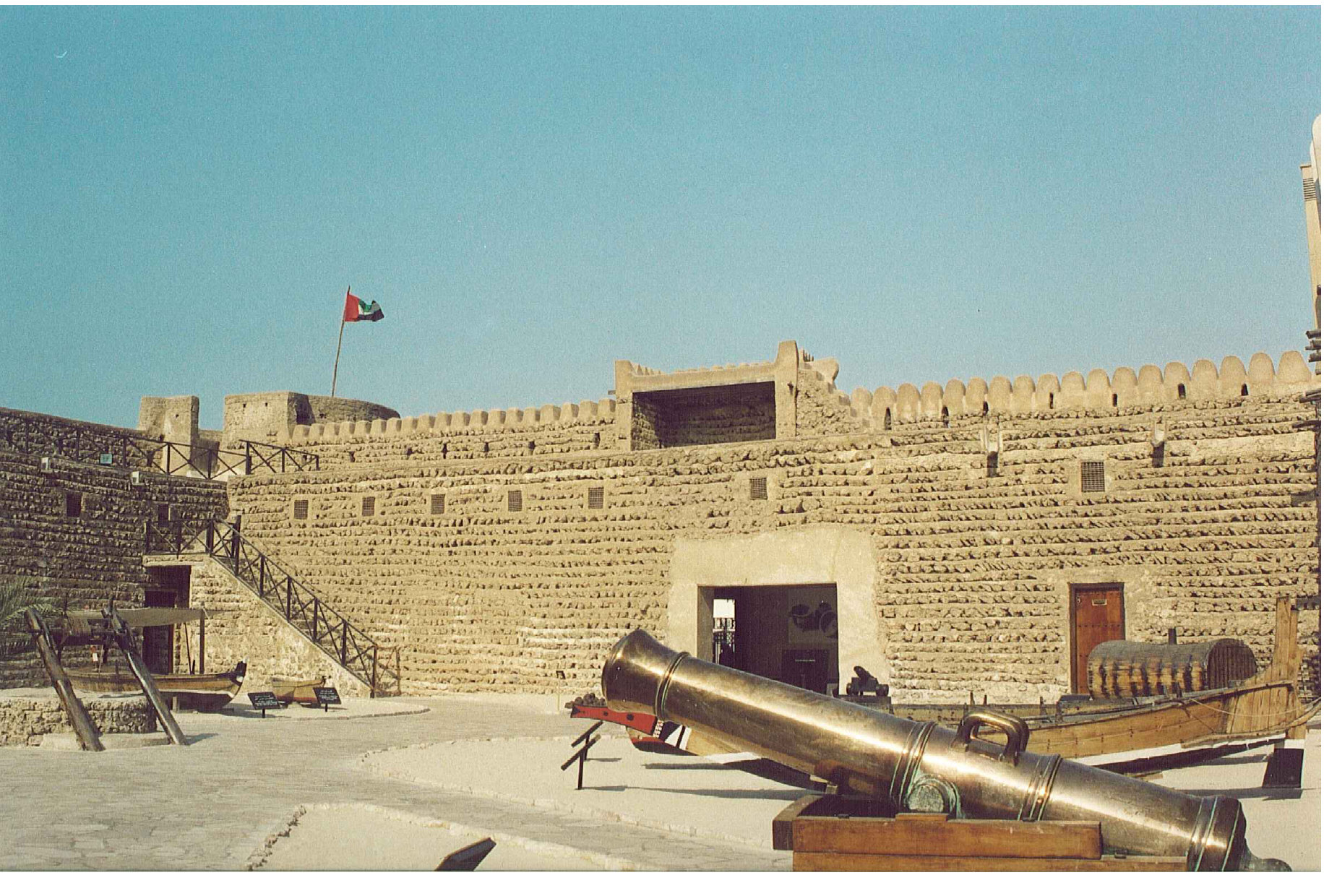
حصن الفهيدي، شيد عام 1799م في دبي.

### طبيعة الحياة
في تلك الفترة لم تكن أعداد سكان المنطقة تتعدى 72,000 نسمة، وكانت المنطقة تُعرف حتى الخمسينات من القرن العشرين باسم إمارات ساحل عمان. أما الإنجليز فكانوا يسمونها بساحل القراصنة حتى أبرمت اتفاقية الهدنة عام 1853.
كان الناس يقطنون في قرى صغيرة متناثرة على ساحل رأس الخيمة والشارقة ودبي وأبوظبي، وبنوا حصونا لحماية أنفسهم في مناطق التجمع السكاني الرئيسية. وكان اقتصادهم يعتمد على صيد السمك والغوص على اللؤلؤ. وكان معظمهم بحارين يعتمدون على البحر في معيشتهم. ولكن اكتشاف اللؤلؤ الصناعي ونشوب الحرب العالمية الأولى أثرا سلبا على اقتصاد المنطقة. وإلى جانب ذلك، كانت هناك بعض الأنشطة الزراعية في الواحات الداخلية وتعتبر التمور أهم إنتاج فلاحي. إلا أن صعوبة العيش في تلك الفترة وقلة الوسائل جعلت إنتاج البر والبحر غير كاف لهذه المجموعة القليلة من السكان، فكان عليهم استيراد الكثير من حاجياتهم من البصرة في العراق والبحرين وهو ما أعاد النشاط للتجارة البحرية إلى حد ما. أما البادية فكان غذاء أهلها الأساسي من التمور وحليب النوق، ولم يفدهم غذاء البحر لأن شدة الحرارة تفسد السمك حتى قبل وصوله إليهم. والصناعات الأساسية كانت صناعة وصيانة السفن التي برعوا فيها مستفيدين من تقنيات البرتغاليين في تطوير صناعة سفنهم، وتمكن القواسم من صناعة أسطول بحري قوي ساعدهم في السيطرة البحرية على المنطقة.

### مرحلة البريطانيين
بعد خروج البرتغاليين، نجحت بريطانيا -رغم منافسة كل من فرنسا وهولندا لها- من السيطرة على المنطقة خلال القرنين الثامن عشر والتاسع العشر وأنشأت شركة الهند الشرقية ككيان إطاره تجاري وأهدافه اقتصادية سياسية. وقد سيطر على الهند وجميع الدول في ذلك الجزء من العالم بما فيها منطقة الخليج العربي واعتبرت جميع الأراضي التابعة له جزءا من الإمبراطورية البريطانية العظمى.
بينما أخذت قوة القواسم البحرية تبرز بأسطول بحري يضم أكثر من 60 سفينة ضخمة، وحوالي عشرين ألف بحار، وبدأت تشكل تحدياً خطيراً للبريطانيين.
وقد كانت المواجهة بين الجانبين حتمية؛ فالقواسم يعتبرون الإنجليز دخلاء ومنافسين لسيطرتهم البحرية ومناطق نفوذهم ولا سيما وأن تحالفا عمانيا بريطانيا نشأ في مواجهة القواسم، كما أن للبريطانيين أطماع في السيطرة على طرق التجارة البحرية والحفاظ على مصالحهم في الهند وجنوب شرق آسيا. وخلال العقدين الأولين من القرن التاسع عشر جرت سلسلة من المعارك البحرية أسفرت في نهاية الأمر عن تدمير أسطول القواسم. وكانت بريطانيا قد شنت ثلاث حملات على المنطقة ضد القواسم في رأس الخيمة بشكل خاص، وجميع مناطق نفوذهم. فشلت الحملتين الأوليين منها ونجحت الثالثة بتدمير أسطول القواسم بصورة شبه كاملة. لقد كان القواسم يدافعون عن مناطق نفوذهم التجاري ولكن بريطانيا اعتبرت ما يقومون به أعمال قرصنة بحرية.

## التاريخ المعاصر

بعض القبائل العدنانية بالإمارات.

بعض القبائل القحطانية بالإمارات.

بعض القبائل القضاعية بالإمارات.

بعيد منتصف القرن الثامن عشر بدأت تتكون الإمارات المختلفة في المنطقة التي تُشكل الدولة حاليا بشكل تدريجي وأخذت بالتطور شيئا فشيئا، ولعدم وجود ترسيم واضح للحدود بينها وقعت بعض النزاعات على مناطق النفوذ التي انتهت بالصلح بين مختلف شيوخ الإمارات تحت الحماية البريطانية.
ففي عام 1853 تم توقيع المرحلة الأولى من اتفاقية شاملة مع البريطانيين لإعادة السلام البحري والتخلص من النزاعات القبلية مقابل اتفاق بعدم التدخل في الشؤون الداخلية لمختلف الإمارات. وقد تمت مراجعة شروط هذه الهدنة على مدى الثلاثين سنة التالية، الأمر الذي أدى إلى توافق نسبي بين زعماء القبائل الذين كانوا يتطلعون إلى إقامة الإمارات المتصالحة. وفي سنة 1892، تم تعديل الهدنة الأبدية وأصبحت الإمارات المتصالحة خاضعة لحماية الحكومة البريطانية التي أصبحت هي الأخرى مسؤولة عن الشؤون الخارجية والدفاع ولكن مع احترام سيادة مشايخ الإمارات المتصالحة أو إمارات الساحل المتصالح  هذا وقد استمر الوجود البريطاني في الإمارات قرابة المئة والخمسين عامًا لينتهي عام 1971، ضمن حدود إماراتهم الجغرافية.

### تحالفات القبائل في ساحل عمان والإمارات العربية المتحدة
في هذه الفترة، تشكلت أحلاف قبلية في إقليم عمان، برزت إثرها نواة للإمارات المختلفة ولكن ليس دون تحالفات ونزاعات بينها على مناطق النفوذ. وفي القرن التاسع عشر، تشكل حلفان من القبائل العمانية:
- قبائل حلف الهناوي: نسبة إلى قبيلة بني هناه وهي من القبائل اليمنية وشملت حلف قبائل بني ياس، الحبوس، الشرقيون، الشحوح، الظواهر، العوامر، البداه. وفي عام 1906م ضم الشيخ زايد بن خليفة آل نهيان (زايد الأول) زعيم حزب الهناوي قبيلة البلوش إلى الحلف الهناوي إثر النزاع بينهم وبين قبيلة بني قتب. وقد تزعم آل بو فلاح القبائل الهناوية في الإمارات خلال فترة النزاع بمنطقة الإمارات.
- قبائل حلف الغافري: نسبة لقبيلة بني غافر وهي من القبائل العدنانية، ومنهم القواسم، النعيم، آل بوشامس، آل علي، الخواطر (النعيم)، طنيج، بني ساعدة، الغفلة، بني شميلي، بني قتب، النقبيون، الجنبة، بني كعب. وقد تزعم القواسم القبائل الغافرية خلال فترة النزاع بمنطقة الإمارات. وقد تحالفوا مع إمارة الدرعية.[42]

### تأسيس الإمارات
ساعد حل الخلافات إلى حد ما على بداية تشكيل الإمارات المختلفة رغم أنها تأسست سابقا أثناء النزاعات والتحالفات ولكن معالم الحدود بدأت تتضح بصورة أكبر، وهكذا تشكلت الإمارات على النحو التالي:
| الإمارة        | أبو ظبي               | دبي                      | عجمان                        | الشارقة                      | رأس الخيمة  | أم القيوين                    | الفجيرة                       |
| -------------- | --------------------- | ------------------------ | ---------------------------- | ---------------------------- | ----------- | ----------------------------- | ----------------------------- |
| التاريخ        | 1761 م                | 1833 م                   | 17xx م                       | 1868 م                       | 1727 م      | 1775 م                        | 1876 م                        |
| الأسرة الحاكمة | آل نهيان              | آل مكتوم                 | النعيمي                      | القاسمي                      | القاسمي     | المعلا                        | الشرقي                        |
| المؤسس         | ذياب بن عيسى بن نهيان | مكتوم بن بطي             | راشد بن حميد (الأول) النعيمي | سالم بن سلطان                | رحمه بن مطر | ماجد بن علي                   | حمد بن عبد الله               |
| ملاحظات        |                       | انفصل عن أبوظبي عام 1833 |                              | انفصل عن رأس الخيمة عام 1921 |             | انفصلت عن رأس الخيمة عام 1816 | انفصلت عن رأس الخيمة عام 1816 |

### أعلام إمارات الخليج
كان لكل إمارة علم يميزها. في البدء كانت هذه الأعلام جميعا حمراء مصمتة لتمييز سفنها بالبحر، حسب المعاهدة المبرمة مع الحكومة البريطانية. ولكن أرادت كل إمارة المزيد من التمييز لسفنها. فقامت كل إمارة بإضافة اللون الأبيض بصورة تختلف عن شكل أعلام الإمارات الأخرى لتتمكن من تمييز سفنها عن سفن غيرها. ومن ثم أصبحت هذه الأعلام رسمية لكل إمارة مع شعارها الخاص. وليس للاستخدام البحري فقط. وبالرغم من أن قطر والبحرين لم يدخلا في اتحاد مع باقي الإمارات فإنهما وقعتا في تلك الحقبة على اتفاقية الإمارات المتصالحة وكان لكل منهما علمهما الخاص، واستمر استعمال ذينك العلمين بعد حصولهما على الاستقلال.
| الإمارة | أبوظبي | دبي | الشارقة | عجمان | رأس الخيمة | أم القيوين | الفجيرة | البحرين | قطر |
| ------- | ------ | --- | ------- | ----- | ---------- | ---------- | ------- | ------- | --- |
| العلم   |        |     |         |       |            |            |         |         |     |

### مجلس حكام الإمارات المتصالحة

علم مجلس الحكام.

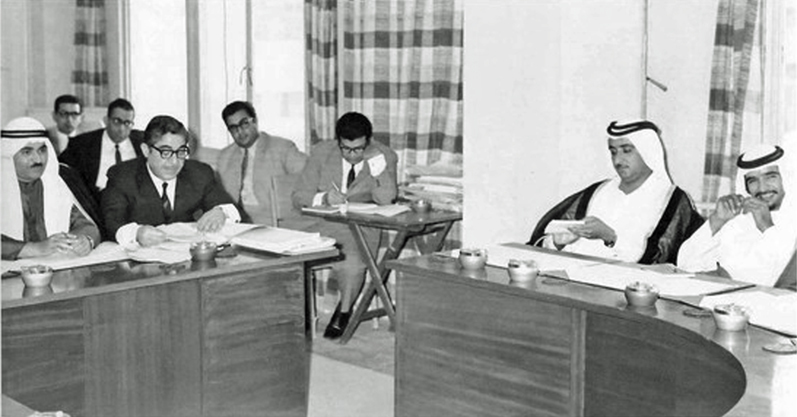
اجتماع مجلس الحكام برئاسة الشيخ خالد القاسمي وبجانبه عدي البيطار وبحضور الشيخ مكتوم آل مكتوم والشيخ طحنون آل نهيان.

حتى منتصف الخمسينات من القرن العشرين لم يول البريطانيون أي اهتمام حقيقي بالنسبة للتنمية الاقتصادية للبلاد بالرغم من إنشائهم لمكتب تطوير. في حين كان الحكام أنفسهم يعملون على إرساء بدايات البنية الأساسية الحديثة. ولتحقيق تنسيق أفضل وتعاون أكثر فاعلية فيما بينهم أسسوا عام 1967 «مجلس حكام الإمارات المتصالحة» ومركزه دبي وأتبعوا له مكتب التطوير. ترأس المجلس الشيخ صقر بن محمد القاسمي حاكم رأس الخيمة لدورتين، وترأسه الشيخ خالد بن محمد القاسمي حاكم الشارقة لدورة واحدة. وقد عين عدي البيطار  أمينا عامًا للمجلس ومستشارا قانونيا له بالإضافة إلى عمله في حكومة دبي كمستشار قانوني للحاكم. وكان أخر مشروع يتم اعتماده مستشفى الشارقة الذي لم يتم إستكماله نظراً لانتهاء دور المجلس وقامت فيما بعد إمارة الشارقة إستكمال بنائه (مستشفى القاسمي حالياً).

### الطريق للاستقلال والاتحاد
في سنة 1968، أعلنت بريطانيا عن رغبتها في الانسحاب من جميع محمياتها ومستعمراتها شرق المتوسط في نهاية سنة 1971. وهو ما كان يمكن أن يسبب خللا سياسيا وإستراتيجيا في المنطقة لو لم يستعد أبناؤها لاستلام زمام الأمور وبالصورة الصحيحة، وبدأت تتبلور فكرة الاتحاد في اجتماع عقد بين الشيخ زايد بن سلطان آل نهيان والشيخ راشد بن سعيد آل مكتوم في قرية السميح الحدودية في 18 فبراير 1968  واتفقا على أن أفضل السبل أن يقوم اتحاد بينهما وأن يدعوا الإمارات الخليجية إلى هذا الاتحاد، وهو ما تم بالفعل، وقد وجهت الدعوة بالإضافة إلى الإمارات السبع إلى كل من إمارتي قطر والبحرين. وتمت الدعوة لاجتماع في دبي لبحث مسألة إنشاء اتحاد بينهم. وانعقد الاجتماع ووافق الجميع على أن تشكل لجنة لدراسة الدستور المقترح.
لكن ما لبثت أن فشلت هذه المحاولة، وأعلنت كل من قطر والبحرين عن استقلالهما معلنتين عن سيادة كل منهما على أراضيها. وبالفعل نالت كل دولة منهما الاعترافات العربية والدولية. لكن مشكلة الإمارات بقيت قائمة. وقد حاول قطبا الاتحاد، الشيخ زايد والشيخ راشد، مرة أخرى ضم الإمارات السبع إلى بعضها. غير أن تلك المحاولة كان مصيرها الفشل أيضا. فحاولا من جديد، إذ اجتمع الشيخ زايد والشيخ راشد وقررا أن يشكلا اتحادا بينهما وكلفا عدي البيطار المستشار القانوني لحكومة دبي بكتابة الدستور. وعند إتمامه تتم دعوة حكام الإمارات الباقية للاجتماع، وفي هذا الاجتماع يقررون الانضمام إليه إذا شاؤوا. أما هما فكانا قد اتخذا قرارا بالاتحاد بين دبي وأبوظبي ولم يبق إلا التنفيذ.

### عقد السبعينات (1971 - 1979)

رفع علم الدولة معلنين قيام دولة الإمارات العربية المتحدة في 2 ديسمبر سنة 1971.

علم الاتحاد.

أقر دستور الإمارات الاتحادي بشكل مبدئي مساء يوم 1 ديسمبر عام 1971. وفي صباح اليوم التالي بتاريخ 2 ديسمبر 1971 اجتمع حكام سبع إمارات في قصر الضيافة في دبي. ووافق أربعة من حكام الإمارات مشاركة إمارتي أبوظبي ودبي في هذا الاتحاد في حين لم يوافق حاكم رأس الخيمة في حينها. ووقع حكام أبوظبي ودبي والشارقة والفجيرة وأم القيوين وعجمان على الدستور مانحين الشرعية لقيام الاتحاد بينهم والاستقلال عن بريطانيا.
خرج أحمد خليفة السويدي - مستشار الشيخ زايد، وقد عين وزيرا للخارجية في أول تشكيل وزاري للدولة - ليعلن أمام رجال الإعلام عن قيام الاتحاد. ورفع علم الدولة في قصر الضيافة بدبي الذي يعرف اليوم باسم «بيت الاتحاد».

### أزمة البريمي
تقع البريمي في قلب عمان التاريخية (التي تضم سلطنة عمان ودولة الإمارات العربية المتحدة)، وعندما طلبت الإمارات العربية المتحدة من المملكة العربية السعودية تأييدها عند نشوء اتحادها برزت المشكلة الحدودية القديمة والتي تعود جذورها إلى بدايات القرن التاسع عشر. إذ أنه وبعد انتهاء دولة اليعاربة تشكلت تحالفات جديدة في المنطقة بين القواسم وإمارة الدرعية ضد سلطان عمان الذي تحالف معه البريطانيون. وقد استطاع القواسم بعد أن حصلوا على هذا الدعم من الدرعية من أن يسيطروا على الساحل والجبال معا. بينما سيطر بنو ياس على كامل المنطقة البرية من السلع إلى خور العديد ووصل نفوذهم إلى الواحات الداخلية. واستمر هذا حتى انفصل مكتوم بن بطي آل مكتوم شيخ آل بوفلاسة عام 1833 عن بني ياس واستقل بدبي. بينما بقي الشيخ زايد آل نهيان شيخ آل بوفلاح في أبوظبي. وكانت القبائل حليفة بني ياس ومنها بنو كعب وعشائر وقبائل أخرى في منطقة محضة بالقرب من البريمي. وكان عدد من هذه القبائل يدفع الزكاة لأمير الأحساء على اعتبار ولائهم للمملكة العربية السعودية.
لم يحدد التقسيم القبلي مناطق النفوذ والحدود بصورة واضحة وجلية، وبرز هذا بقوة عند ظهور النفط. وكان الملك عبد العزيز بن سعود قد منح شركة ستاندرد النفطية الأمريكية امتياز البحث عن النفط في جميع أراضي المملكة. ثم أرسل السعوديون سنة 1952 أميراً من قبلهم إلى واحة البريمي التي تضم مدينة العين الحالية. وقد أصر البريطانيون على إثر ذلك على أن هذه الأرض لا تتبع المملكة العربية السعودية وإنما تتبع مسقط وأبوظبي بناء على الاتفاقات العثمانية البريطانية فيما يسمى بالخطوط الزرقاء. وعرضت القضية على القضاء الدولي الذي فشل في حلها. ولم ترض السعودية بذلك وتصاعد الخلاف حتى وصل في الخمسينات من القرن العشرين إلى صدام مسلح تطور إلى ما عرف بحرب البريمي. حيث قاد الحركة الشيخ صقر بن سلطان آل حمود النعيمي حاكم البرمي في ذلك الزمن وتبعته عدة قبائل. إلا أن حداثة أسلحة الإنجليز مكنتهم من السيطرة على المنطقة وذلك في أكتوبر سنة 1955 م. وقسم البريطانيون واحة البريمي بين عمان وأبوظبي، وعين ابن نهيان أخاه أميراً عليها. واضطر الشيخ صقر بن سلطان آل حمود النعيمي حاكم البريمي وشيخ النعيم إلى اللجوء إلى الدمام في السعودية، كما اضطر الشيخ عبيد إلى الانسحاب جوا إلى الشارقة ثم بحرا من دبي إلى الخبر.
تم حل هذه المشكلة الحدودية بعودة منطقة البريمي إلى عمان التاريخية (الإمارات العربية المتحدة وسلطنة عمان) فيما بعد بالاتفاق على تبعية البريمي لسلطنة عمان، والعين لأبوظبي وتم منح السعودية الأراضي المتاخمة للحدود القطرية من أراضي الإمارات وعلى ساحل يطل على الخليج العربي طوله يقارب 150 كم.

#### نشوء الدولة
ترأس الدولة الشيخ زايد بن سلطان آل نهيان حاكم إمارة أبوظبي، والشيخ راشد بن سعيد آل مكتوم حاكم إمارة دبي نائبا لرئيس الدولة وشُكل المجلس الأعلى للاتحاد من الرئيس ونائبه وباقي حكام الإمارات الموقعة على الدستور. وشكل مجلس وزراء الإمارات برئاسة الشيخ مكتوم بن راشد آل مكتوم. وبدأت الدول بالاعتراف بها. ولكن كان لا بد من بعض الإجراءات التي تتخذها الدولة لتثبيت وجودها دوليا. وفي هذا الإطار، انضمت الإمارات إلى جامعة الدول العربية في 6 ديسمبر سنة 1971، ثم انضمت إلى الأمم المتحدة في 9 ديسمبر من نفس العام لتصبح العضو رقم 132. كما قامت بإنشاء المجلس الاستشاري الاتحادي في يوليو 1971 ليعقد أولى جلساته في 13 ديسمبر سنة 1972. ولكن في العام 1975 تمت إعادة إنشائه تحت مسمى المجلس الوطني الاتحادي.
أرسلت رأس الخيمة خطابا للمجلس الأعلى للاتحاد طالبة الالتحاق بالدولة في 23 ديسمبر 1971. فانضمت فعليا إلى الاتحاد في 10 فبراير عام 1972 وانضم حاكمها إلى المجلس الأعلى للاتحاد.
وبدأت الإمارات بإرسال واستقبال السفراء والبعثات الدبلوماسية مع باقي دول العالم تحقيقا للتمثيل الدبلوماسي وإنشاء العلاقات المباشرة مع الدول الأخرى.
وفي 24 يناير 1972 قام الشيخ صقر بن سلطان القاسمي، حاكم سابق لإمارة الشارقة، بمحاولة انقلابية، قُتل خلالها الشيخ خالد بن محمد القاسمي حاكم الشارقة، فأمر الشيخ زايد بن سلطان آل نهيان بالتصدي لهذه المحاولة. وقاد الشيخ محمد بن راشد آل مكتوم وزير الدفاع آنذاك قوة حاصرت الانقلابيين في الشارقة واضطرتهم لتسليم أنفسهم وتقديمهم للمحاكمة. وعلى إثرها تم تعيين الدكتور الشيخ سلطان بن محمد القاسمي حاكما لإمارة الشارقة وأصبح بالتالي عضوا في المجلس الأعلى للاتحاد.
بعد وفاة الشيخ محمد بن حمد الشرقي استلم الحكم في إمارة الفجيرة الشيخ حمد بن محمد الشرقي في 18 سبتمبر من عام 1974 وأصبح عضوا في المجلس الأعلى للاتحاد.
وفي أواخر ذلك العقد من الزمن اكتملت مشروعات ضخمة في دبي، إذ أنجز ميناء جبل علي ومصنع الألومنيوم دوبال الذي بدأ باكورة إنتاجه في 31 أكتوبر عام 1979 بالاقتراض الدولي. وربما كان سيشكل هذا عبئا ضاغطا على الاقتصاد لأن توقعات الاقتصاديين تنبأت آنذاك بفشل هذا المشروع واعتبروه مغامرة. ولكن مجريات الأمور أثبتت غير ما توقعوه.

#### أزمة الجزر
كان البريطانيين قبل أنسحابهم قد منحوا إيران ثلاث جزر تابعة في الأصل إلى الإمارات منها جزيرتا طنب الكبرى وطنب الصغرى التابعتان لإمارة رأس الخيمة وجزيرة أبو موسى التابعة لإمارة الشارقة. وقبيل الاتحاد بأيام قليلة استولت إيران على هذه الجزر. إلا أن الإمارات وبالرغم عن عدم تنازلها عن هذه الجزر فضلت التوجه لحل هذه الأزمة سلميا، حتى تبقي على علاقات حسن الجوار مع إيران. وقد لقيت الإمارات دعما متواصلا من جميع الدول العربية عدا تحفظ العراق في آخر اجتماع للبرلمانيين العرب.

#### أهم الأحداث الدولية المصاحبة
- حرب أكتوبر 1973: دعا الشيخ زايد بن سلطان آل نهيان إلى إيقاف ضخ النفط إلى دول العالم فاستجابت له جميع الدول العربية. واشتهرت عنه مقولته: «النفط العربي ليس أغلى من الدم العربي».[57] وكانت هذه المرة الأولى التي يستخدم فيها النفط العربي كسلاح ضاغط في السياسة الدولية.
- الحرب الأهلية في لبنان (1975-1990): شاركت دولة الإمارات بقوة عسكرية من جيشها ضمن قوات الردع العربية [58] التي أرسلت إلى لبنان خلال الحرب الأهلية للمشاركة في محاولة ضبط الأمن هناك.

### عقد الثمانينات (1980 - 1989)
لم تكن هذه المرحلة من تاريخ الإمارات سهلة، فالأحداث حولها كانت متأججة، فقد أعلن صدام حسين الحرب على إيران في سبتمبر من سنة 1980 بعد مطالبته لها بإعادة الجزر الثلاث لدولة الإمارات بالرغم من أن هذه الأخيرة اتخذت قرارا بعدم تصعيد وسائل المطالبة بالجزر إلى هذا المستوى، وأبقت خلال الحرب على توازن علاقاتها بحكمة بين جميع الأطراف فبدلا من تقديم مطاراتها لسلاح الجو العراقي حسبما طالب به الرئيس السابق للعراق صدام حسين لضرب جنوب إيران، اكتفت بتقديم المساعدات المالية بصورة منح وقروض، وحتى تجنب المنطقة تصعيدا آخر أبقت على مطالبتها خلال سنوات الحرب كلها بأن تبقى منطقة الخليج بعيدا عن المنافسات بين الدول العظمى.

#### مجلس التعاون لدول الخليج العربية
لقد اتفقت اتجاهات الشيخ زايد الوحدوية مع توجهات الشيخ جابر الأحمد الصباح أمير دولة الكويت، فاجتمع حكام الدول العربية المطلة على الخليج العربي بدعوة من الشيخ زايد في أبوظبي حيت تأسس مجلس التعاون في 25 مايو سنة 1981م في إمارة أبوظبي بالإمارات العربية المتحدة.

#### المنطقة الحرة في جبل علي
رغم انتهاء الحرب العراقية الإيرانية عام 1988 فإن استمرار الحرب الأهلية في لبنان فضلاً عن القضية الفلسطينية، شكّل عبئا على المنطقة ومن ضمنها دولة الإمارات. وبالرغم من كل هذه الظروف فإن دبي استمرت بتطوير خدماتها حول ميناء جبل علي، فأنشأت حوله منطقة حرة عام 1985  سريعا ما لقيت نجاحا في المنطقة وأنشأت فيها المصانع، وساهم الميناء في توصيل البضائع والمواد الخام للشركات العاملة والصناعية في المنطقة الحرة في الجبل.

### عقد التسعينات (1990 - 1999)
في بداية هذا العقد توفي الشيخ راشد بن سعيد آل مكتوم يوم 7 أكتوبر عام 1990. فاستلم الحكم في إمارة دبي الشيخ مكتوم بن راشد آل مكتوم، وأصبح نائبا لرئيس الدولة ورئيسا لمجلس الوزراء. وذلك بعد احتلال العراق لدولة الكويت ليشتعل فتيل الحرب ثانية في الخليج.

#### احتلال الكويت

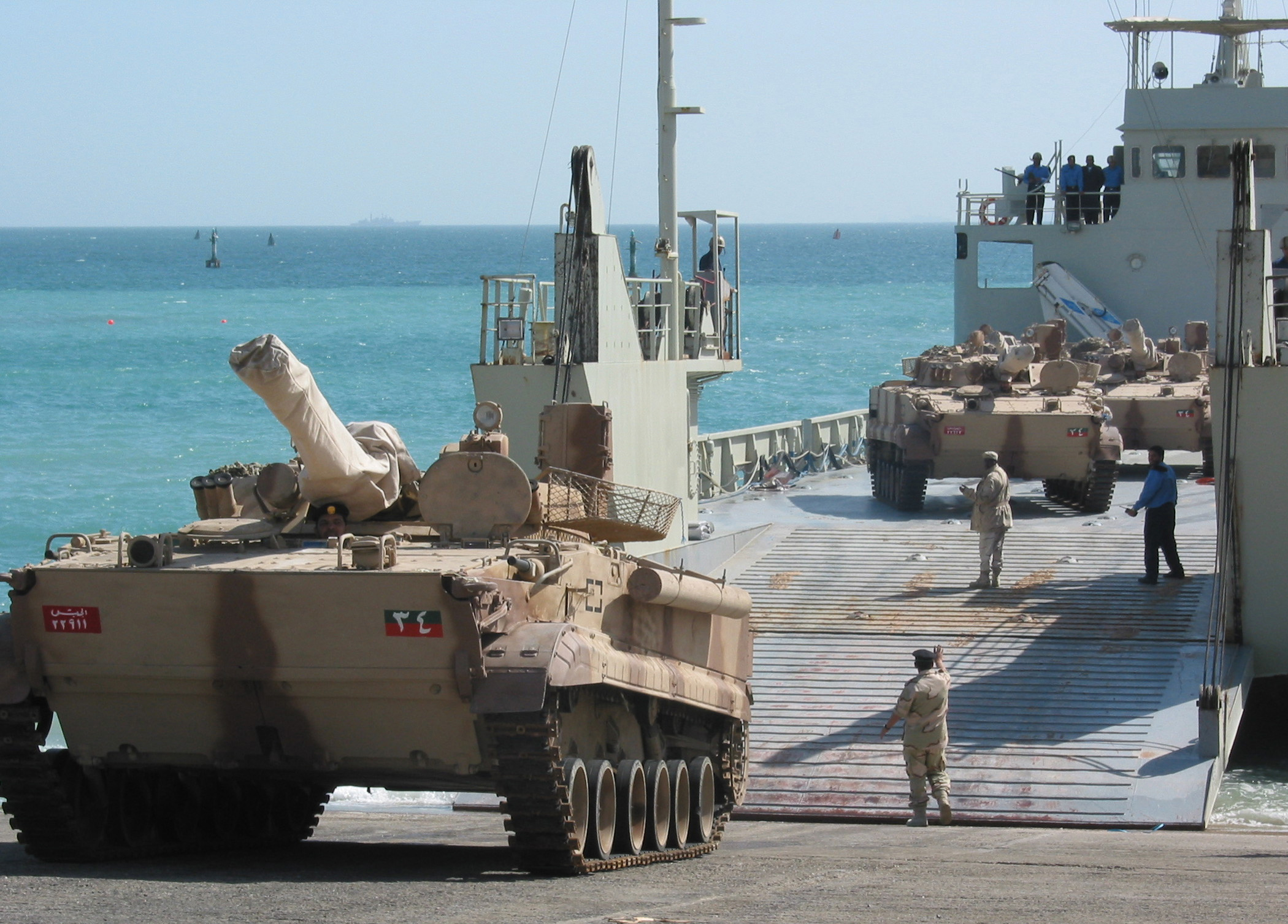
قوات إماراتية تشارك في حرب الخليج الثانية.

في 2 أغسطس سنة 1990 اجتاحت القوات العراقية دولة الكويت. وكانت دولة الإمارات من بين الدول التي عارضت بشدة هذا الاجتياح. إذ كان رد فعل الشيخ زايد بن سلطان آل نهيان سريعاً وصلباً. فقد قطع الرحلة التي كان يؤديها خارج البلاد، وعاد فورا ليتوقف في السعودية ويجتمع مع الملك فهد بن عبد العزيز كما اجتمع في مع الرئيس المصري حسني مبارك مؤيداً الدعوة إلى قمة عربية فورية. وقد انعقد اجتماع القمة بتاريخ 10 أغسطس 1990 في القاهرة، وقد وافقت 12 دولة من أصل 22 دولة على إرسال قواتها إلى الكويت.
تخلت الإمارات عن مطالبتها بعدم دخول قوى عظمى إلى المنطقة بل ودخلت في تحالف دولي تشكل من 28 دولة على رأسها الولايات المتحدة. وفتحت مطاراتها وموانئها لقوات التحالف وشاركت بجيشها في المعركة. وهيأت سبل المواصلات من حافلات وطائرات لحمل من يرغب من الكويتيين اللجوء إلى الإمارات وقد استقبلت أكثر من 66,000 لاجئ كويتي بقوا فيها حتى نهاية الحرب. وقد ساهم شعب الإمارات أيضا في هذه الأزمة إذ تطوع الآلاف من الشباب الإماراتي لتلقي التدريب العسكري. وقد كانت قوات الإمارات العربية المتحدة من أوائل القوات التي دخلت مدينة الكويت في عملية التحرير في 26 فبراير سنة 1991. وقد زادت تكلفة هذه العمليات عما رصدت لها من موازنة للمشاركة في هذا الصراع إذ بلغت حوالي 3.3 مليار دولار.

#### دولة الإمارات بعد تحرير الكويت
في هذه المرحلة استمرت الجهود التنموية في الإمارات تنمو تصاعديا وبثقة خصوصا بعد حربين مدمرتين أثرتا بصورة كبيرة على اقتصاد البلاد. وبدأت الدولة في انطلاقة جديدة، وفي هذا الإطار، استطاعت دبي أن تحقق نجاحاً في ميناء جبل علي بإنشائها منطقة حرة حوله عام 1985. وكان قد تمت تجربته واشتهر أثناء حروب الخليج كميناء مجهز على مستوى دولي وبطاقات استيعابية كبيرة. وتمكنت دبي من سداد ديونها، الأمر الذي ساهم كثيراً في إنعاش اقتصادها الوطني. كما أن الإمارات كانت الدولة الأولى ضمن دول مجلس التعاون الخليجي التي تخرج من الأزمة الاقتصادية الناتجة عن حرب الخليج. إلا أن هذه المرحلة كانت مرحلة انطلاق وتحضير ودراسات استعداداً لبداية الألفية الثالثة بعد الميلاد.
شعرت دولة الإمارات كباقي دول المنطقة بالفراغ الإعلامي العربي خصوصا في حرب الخليج الثانية حيث كان مصدر الأخبار الوحيد يتمثل في قناة السي إن إن (CNN) الإخبارية، ولذلك اتجهت حثيثا نحو البث الفضائي، فبدأت جميع القنوات العاملة باستئجار قنوات فضائية على السواتل الفضائية التي كانت متاحة في ذلك الوقت، ولم يبق بثها في حدود المنطقة العربية وإنما شمل العالم.
ساهم البث الفضائي في عملية تسويق الدولة، وشجعت على نشوء فعاليات كثيرة بدأت جميعا خلال هذا العقد مثل مهرجان دبي للتسوق الذي تأسس عام 1996، معرض دبي للطيران الذي تأسس عام 1989 وكانت انطلاقته الفعلية عام 1991، ومعرض أيدكس (معرض الدفاع الدولي) الذي بدأ عام 1993، وكأس دبي العالمي الذي انطلق عام 1996، والكثير من الفعاليات الأخرى التي أدت إلى زيادة كبيرة في زوار الإمارات وبالتالي إلى النهضة العمرانية التي تشهدها الدولة الآن.

#### أهم الأحداث المصاحبة
- احتلال الكويت سنة 1990 وتحريرها سنة 1991 وقد شاركت فيه الإمارات بقوات عسكرية.[62]
- وفاة الشيخ راشد بن سعيد آل مكتوم واستلام الشيخ مكتوم بن راشد آل مكتوم مقاليد الحكم في إمارة دبي كما أصبح نائباً لرئيس الدولة ورئيس مجلس الوزراء. وقد توفي الشيخ مكتوم بدوره سنة 2006 ليخلفه شقيقه الشيخ محمد بن راشد آل مكتوم.
- انتهاء الحرب الأهلية في لبنان سنة 1990 وبدء المساعدات الإماراتية لإعادة إعمار لبنان وهي مستمرة حتى اليوم.[67][68]
- مشاركة قوات الإمارات مع قوات حفظ السلام الدولية في كوسوفو وفتح كافة مستشفيات الدولة لاستقبال الجرحى من المدنيين.[69]
- مشاركة الإمارات بقوة قوامها 700 عسكري مع قوات حفظ السلام الدولية في الصومال سنة 1993.[70]

## الهوامش
1. ↑  العبد الجبار، عبد الله (2012). طرق التجارة في مجان خلال الألفين الثالث والثاني قبل الميلاد نسخة محفوظة 25 ديسمبر 2017 على موقع واي باك مشين.. مجلة الدارة نسخة محفوظة 25 ديسمبر 2017 على موقع واي باك مشين.
2. ↑  ياغي، إسماعيل أحمد وشاكر محمود (2010). تاريخ العالم الإسلامي الحديث والمعاصر. مكتبة العبيكان، الرياض. ط 6. ص 99
3. ↑  الملاحة التجارية في المحيط الهندي في عصر السيادة العربية الإسلامية نسخة محفوظة 08 أغسطس 2017 على موقع واي باك مشين.
4. ↑  تاريخ الإمارات - الإمارات السياحيةنسخة محفوظة 01 فبراير 2015 على موقع واي باك مشين.
5. ↑  لمحات من التاريخ القديم، كتاب الإمارات السنوي 2008 نسخة محفوظة 22 مارس 2016 على موقع واي باك مشين.
6. ↑  جريدة الشرق الأوسط نسخة محفوظة 09 نوفمبر 2013 على موقع واي باك مشين.
7. ↑  جزيرة دلما- موقع Discover the UAE نسخة محفوظة 26 فبراير 2009 على موقع واي باك مشين.
8. 1 2 3 4  العصر البرونزي -متحف العين نسخة محفوظة 08 مارس 2010 على موقع واي باك مشين.
9. ↑  حضارة أم النار -متحف العين نسخة محفوظة 28 يناير 2010 على موقع واي باك مشين.
10. 1 2  نبذة تاريخية عن دولة الإمارات العربية المتحدة  من موقع سفارة الإمارات المتحدة في بروكسل نسخة محفوظة 06 مارس 2016 على موقع واي باك مشين.
11. ↑  موقع شبكة الرحال الإماراتية نسخة محفوظة 10 يونيو 2016 على موقع واي باك مشين.
12. ↑  موسوعة الفينيقيون نسخة محفوظة 06 يناير 2017 على موقع واي باك مشين.
13. ↑  اليونيسكو نسخة محفوظة 04 مارس 2016 على موقع واي باك مشين.
14. ↑  الموقع الرسمي لجزيرة تاروت نسخة محفوظة 23 أغسطس 2017 على موقع واي باك مشين.
15. ↑  Alexander the Great نسخة محفوظة 02 مارس 2013 على موقع واي باك مشين.
16. ↑  موسوعة بهجة المعرفة - المجموعة الثانية - مجلد 3 - مسيرة الحضارة من ص 174 - ص 177
17. ↑  مادة التاريخ والتربية الوطنية في مناهج الإمارات نسخة محفوظة 20 يونيو 2009 على موقع واي باك مشين.
18. ↑  البداية والنهاية لابن كثير - الكتاب السابع - ص 30 وص37 وص44
19. ↑  - الخليج نسخة محفوظة 27 أكتوبر 2013 على موقع واي باك مشين. [وصلة مكسورة]
20. ↑  موسوعة بهجة المعرفة - المجموعة الثانية - مجلد 3 - مسيرة الحضارة- ص 322
21. ↑  شبكة الرمس التراثية نسخة محفوظة 11 ديسمبر 2013 على موقع واي باك مشين.
22. ↑  موقع محمد رسول الله - الإمارات العربية المتحدة[وصلة مكسورة]
23. ↑  موقع الشيخ محمد - الخليج نسخة محفوظة 27 أكتوبر 2013 على موقع واي باك مشين. [وصلة مكسورة]
24. ↑  الشبكة النسائية العالمية - لمحة موجزة عن فطاني ضمن جزر الملايو - انتشار الإسلام فيها[وصلة مكسورة] "نسخة مؤرشفة". مؤرشف من الأصل في 2011-01-20. اطلع عليه بتاريخ 2017-07-15.{{استشهاد ويب}}:  صيانة الاستشهاد: BOT: original URL status unknown (link)
25. ↑  موقع الإسلام في التاريخ العالمي نسخة محفوظة 16 أغسطس 2017 على موقع واي باك مشين.
26. 1 2  مركز العهد الثقافي - ثورة الجمارك في الخليج ضد الاحتلال البرتغالي في 30 نوفمبر 1521م  نسخة محفوظة 23 أغسطس 2017 على موقع واي باك مشين.
27. ↑  الجزر الثلاثة المحتلة في عهد البرتغاليين نسخة محفوظة 16 أغسطس 2017 على موقع واي باك مشين.
28. ↑  The United Arab Emirates - A.D. 600 To The Present - By: Aqil Kazim - Consequences of Portuguese Penetation ang Hegemony - pages 96 - 99
29. ↑  كتاب من الإمارات المتصالحة إلى دولة الإمارات العربية المتحدة - فراوكة هيرد-باي - البرتغاليون يجتاحون السواحل العربية ص 271 - 273
30. ↑  The United Arab Emirates - A.D. 600 to the present - By: Aqil Kazim - The rize of the Ya'rabi Movement as a counter-Discourse to Portuguese Penetration - pages 102 - 107
31. 1 2 3  العنقري، حمد بن عبد الله (1429 هـ). أبو ظبي في الوثائق العثمانية. مجلة الدارة, السنة (35)، العدد (3)، ص 58 نسخة محفوظة 07 أكتوبر 2016 على موقع واي باك مشين.
32. ↑  كتاب الصراع بين القواسم والإنجليز في الخليج العربي (1800-1820 م) للمؤالف فيصل المندوس
33. ↑  موقع شرطة الشارقة - نبذة تاريخية عن القواسم نسخة محفوظة 27 أبريل 2020 على موقع واي باك مشين.
34. ↑  كتاب من الإمارات المتصالحة إلى دولة الإمارات العربية المتحدة - فراوكة هيرد-باي - القواسم ص 273
35. 1 2  موقع الشيخ محمد بن راشد آل مكتوم
36. ↑  آل مكتوم  موقع الشيخ محمد بن راشد نسخة محفوظة 03 ديسمبر 2013 على موقع واي باك مشين.
37. ↑  نسب بني ياس موقع الرحال الإماراتي نسخة محفوظة 05 مارس 2016 على موقع واي باك مشين.
38. ↑  كتاب من المحل إلى الغنى - قصة أبوظبي - محمد عبد الجليل الفهيم - مركز لندن للدراسات العربية - ص (1 - 2)
39. ↑  كتاب من الإمارات المتصالحة إلى دولة الإمارات العربية المتحدة - فراوكة هيرد-باي - فصل بواكير المصالح الإنجليزية في الخليج ص 279 - 280
40. ↑  كتاب من الإمارات المتصالحة إلى دولة الإمارات العربية المتحدة - فراوكة هيرد-باي - فصل المعارك البحرية بين الإنجليز والقواسم ص 280 - 281
41. ↑  موقع الشيخ محمد بن راشد آل مكتوم
42. ↑  كتاب من المحل إلى الغنى - قصة أبوظبي محمد عبد الجليل الفهيم - ص 12
43. ↑  كتاب من المحل إلى الغنى - قصة أبوظبي- لمحمد عبد الجليل الفهيم ص 13 - ص 14
44. ↑  Origins of the Emirates Flags نسخة محفوظة 17 مايو 2017 على موقع واي باك مشين.
45. ↑  زايد يقدم مليون جنيه لدعم المشاريع بالإمارات مقال من أرشيف الخليج الإماراتية نسخة محفوظة 25 مايو 2017 على موقع واي باك مشين.
46. ↑  الانسحاب البريطاني ومسيرة الاتحاد ألم الإمارات نسخة محفوظة 22 أغسطس 2017 على موقع واي باك مشين.
47. ↑  كتاب من المحل إلى الغنى - قصة أبوظبي - محمد عبد الجليل الفهيم - مركز لندن للدراسات العربية - ص (138)
48. ↑  اعتبر الدستور في تلك المرحلة مؤقتا لعدة اعتبارات منها تجربته على أرض الواقع. وأقر كدستور دائم عام 1996 بتغييرات طفيفة
49. ↑  دولة الإمارات العربية المتحدة موقع اتحاد البرلمانيين العرب نسخة محفوظة 20 أغسطس 2013 على موقع واي باك مشين.
50. ↑  The United Arab Emirates - A.D. 600 To The Present - By: Aqil Kazim The Formation of the United Arab Emirates - pages 321 - 324
51. ↑  كتاب من الإمارات المتصالحة إلى دولة الإمارات العربية المتحدة - للكاتبة فراوكة هيرد-باي – دبي نبذة تاريخية ص 239
52. ↑  Rentz, G. "al- Buraymī." Encyclopaedia of Islam. Edited by: P. Bearman، Th. Bianquis، كليفورد إدموند بوزورث، E. van Donzel and W.P. Heinrichs. Brill, 2008. Brill Online. 29 April 2008  نسخة محفوظة 27 أبريل 2020 على موقع واي باك مشين.
53. ↑  كتاب من الإمارات المتصالحة إلى دولة الإمارات العربية المتحدة - للكاتبة فراوكة هيرد-باي – بنو قتب وبنو كعب ص 64 قضية البريمي حتى عام 1955 ص 303 - ص 306
54. ↑  كتاب رحلة عمر - علي هاشم من ص 119 - إلى ص 123 - إصدار مايو 1991
55. 1 2  مقارنات في توسعات شركة دوبال منذ بداية الإنتاج حتى اليوم نسخة محفوظة 23 مايو 2020 على موقع واي باك مشين.
56. ↑  مواجهة إماراتية عراقية في اجتماعات البرلمانيين العرب إيلاف نسخة محفوظة 01 ديسمبر 2017 على موقع واي باك مشين.
57. ↑  المقاتل - بترول واقتصاد نسخة محفوظة 02 مارس 2016 على موقع واي باك مشين.
58. ↑  لقاء مع اللواء سامي الخطيب مجلة عربيات "نسخة مؤرشفة". مؤرشف من الأصل في 2006-07-20. اطلع عليه بتاريخ 2008-03-15.{{استشهاد ويب}}:  صيانة الاستشهاد: BOT: original URL status unknown (link)
59. ↑  كتاب من الإمارات المتصالحة إلى دولة الإمارات العربية المتحدة - فراوكة هيرد-باي - فصل الحرب بين الجيران 1980 - 1988 ص 384 - 385
60. ↑  قناة العربية - برنامج بالعربي - لقاء مع محمد جاسم الصقر نسخة محفوظة 21 أغسطس 2017 على موقع واي باك مشين.
61. ↑  The United Arab Emirates - A.D. 600 to the present - By: Aqil Kazim - Globalization, Dubai and the Jebel Ali Free Zone - pages 354 - 360
62. 1 2  مطلع التسعينات موقع الشيخ محمد بن راشد نسخة محفوظة 24 سبتمبر 2015 على موقع واي باك مشين.
63. ↑  كتاب من الإمارات المتصالحة إلى دولة الإمارات العربية المتحدة - فراوكة هيرد-باي - فصل الأزمة الكويتية وتبعاتها ص 388 - 390
64. ↑  Global Security.org - Mina Jebel Ali Dubai, United Arab Emirates نسخة محفوظة 11 أغسطس 2017 على موقع واي باك مشين.
65. ↑  Business Inteligence report - Jebel Ali Port to welcome mega container ships نسخة محفوظة 21 مارس 2016 على موقع واي باك مشين.
66. ↑  كتاب من الإمارات المتصالحة إلى دولة الإمارات العربية المتحدة - فراوكة هيرد-باي - فصل الأزمة الكويتية وتبعاتها ص 388 - 391
67. ↑  المستقبل - زيارة السنيورة إلى الإمارات نسخة محفوظة 13 يناير 2009 على موقع واي باك مشين.
68. ↑  موقع المرأة العربية[وصلة مكسورة]
69. ↑  محاضرة للسفير عبد العزيز بن ناصر الشامسي والعضو الدائم في الأمم المتحدة [وصلة مكسورة] نسخة محفوظة 17 أكتوبر 2008 على موقع واي باك مشين.
70. ↑  كتاب من الإمارات المتصالحة إلى دولة الإمارات العربية المتحدة - فراوكة هيرد-باي - فصل الأزمة الكويتية وتبعاتها ص 390

## وصلات خارجية
- الموقع الرسمي للمجلس الوطني الاتحادي
- الدليل السياحي العربي
- موقع متحف العين
- موقع المسح الأثري لجزر أبوظبي (بالإنجليزية) نسخة محفوظة 2 مارس 2021 على موقع واي باك مشين.

| المرحلة الأولى             | المرحلة الثانية            | المرحلة الثالثة                 | المرحلة الرابعة                           |
| -------------------------- | -------------------------- | ------------------------------- | ----------------------------------------- |
| الهدنة البحرية في عام 1835 | الهدنة البحرية في عام 1843 | معاهدة السلم الدائم في عام 1853 | استقلال الإمارات العربية المتحدة عام 1971 |